# LG Prada
LG KE850 (conosciuto anche come LG Prada o Prada Phone) è un cellulare con schermo tattile capacitivo prodotto dalla LG Electronics, marchiato da Prada. Il cellulare è stato annunciato per la prima volta il 12 dicembre 2006. Le prime immagini non ufficiali apparvero il 15 dicembre 2006 su siti come Engadget Mobile. Il prodotto cominciò a essere venduto a partire dal mese di maggio 2007 e nei primi 18 mesi furono acquistati 1 milione di esemplari.
È stato il primo smartphone con schermo capacitivo a essere immesso sul mercato, precedendo di un mese l'iPhone (giugno 2007). Tuttavia nessuna reale innovazione software ha visto luce sul Prada che anzi adottava un sistema operativo simile ad altri cellulari LG sino ad allora prodotti. Il Prada aveva pulsanti virtuali e fisici, nonché una barra laterale per scorrere nella rubrica o in altre aree del sistema operativo.

## Hardware
A livello hardware è dotato di connettività GPRS/EDGE triband, Bluetooth 2.0 e porta USB 2.0, videocamera da 2 megapixel con ottica Schneider-Kreuznach, 8 MB di memoria interna e 256 MB inclusi nella microSD, batteria da 800 mAh, schermo tattile capacitivo da 3" e 256 000 colori con risoluzione 240 x 400 pixel.

## Funzioni
Il dispositivo funziona con l'interfaccia utente Flash UI, inviava SMS, EMS, MMS, email, ha una radio FM, si possono scaricare sfondi e suonerie e riprodurre file MP3, Word, Excel, PowerPoint, promemoria vocali e ha un browser Wap 2.0/xHTML.

## Premi e riconoscimenti
- International Forum Design, "Product Design Award" del 2007[11]
- Red dot design award, LG Prada vinse il premio "Best of the Best" del Red Dot Design Award, 2007 [2][3]
- "Fashion phone of the year", Mobile Choice (2007) [4]
- "Best fashion phone", What Mobile Awards (2007) [5]
- "Gold for best looking phone", CNET Asia Readers' Choice Award (2007/08) [6]

## Controversia con iPhone
LG Electronics ha dichiarato che il design e il concept di iPhone sono stati copiati dal primo LG Prada, il KE850. Woo-Young Kwak, responsabile del R & D Center di LG Mobile Handset, ha dichiarato in una conferenza stampa: "Riteniamo che Apple abbia copiato il Prada dopo che il design è stato presentato nel iF Design Award e ha vinto il premio nel settembre 2006. Ciò significa che Apple ha rubato la nostra idea.".

## Galleria d'immagini

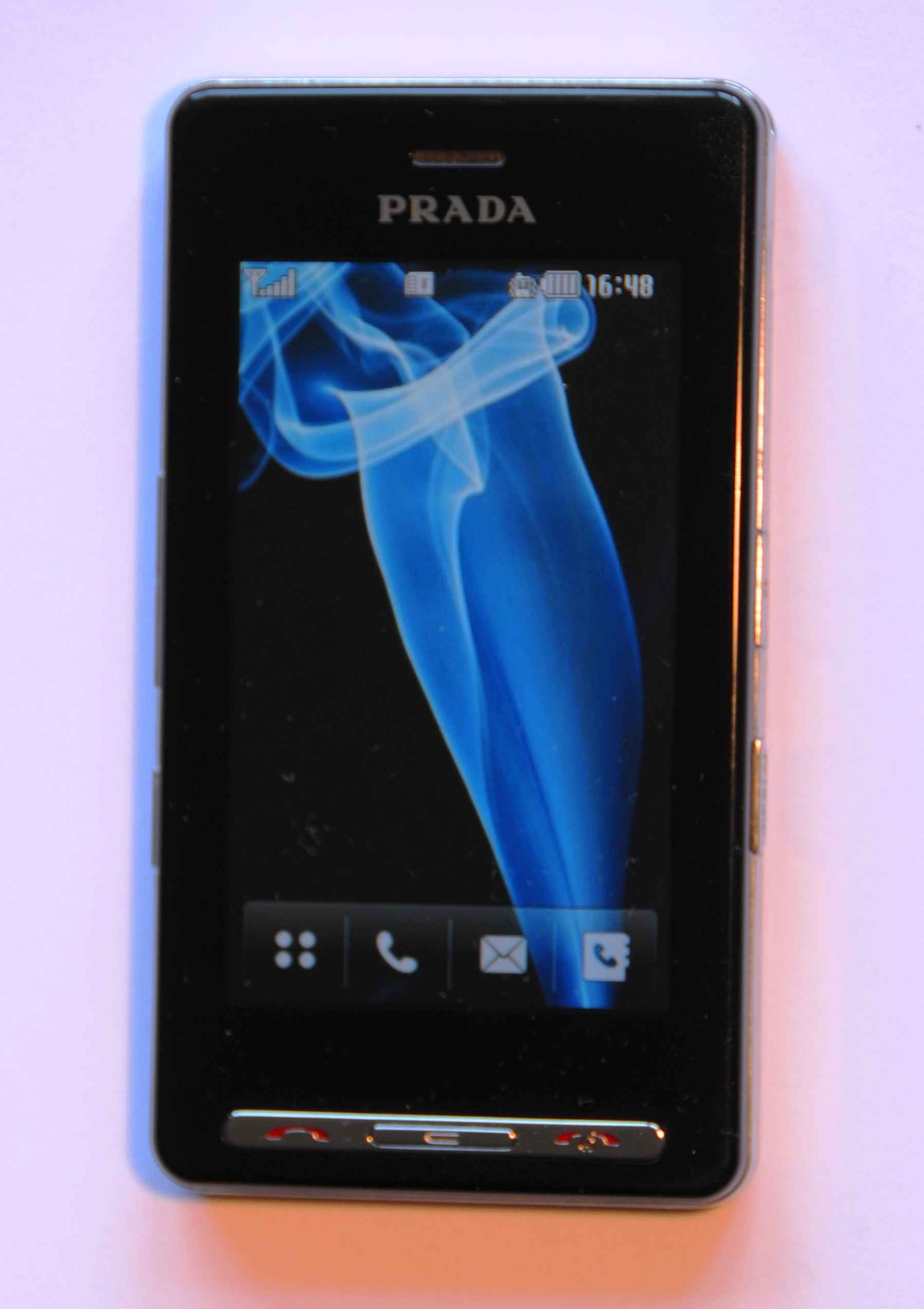
L'LG Prada acceso
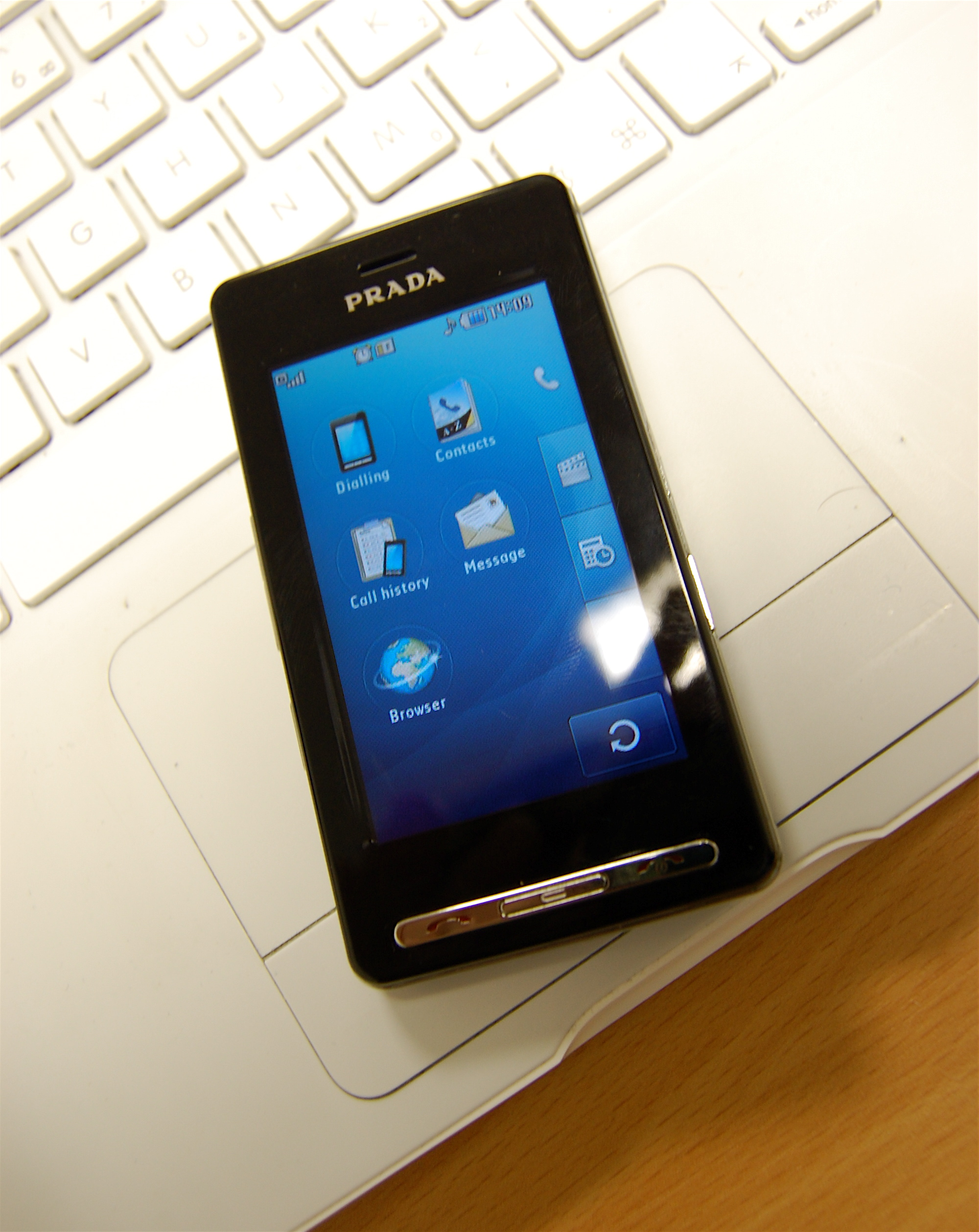
Alcuni menù del sistema operativo